# Baie Erebus
Pour les articles homonymes, voir Erebus.
La baie Erebus est une baie de la mer de Ross bordée par le sud-ouest de l'île de Ross.

## Géographie

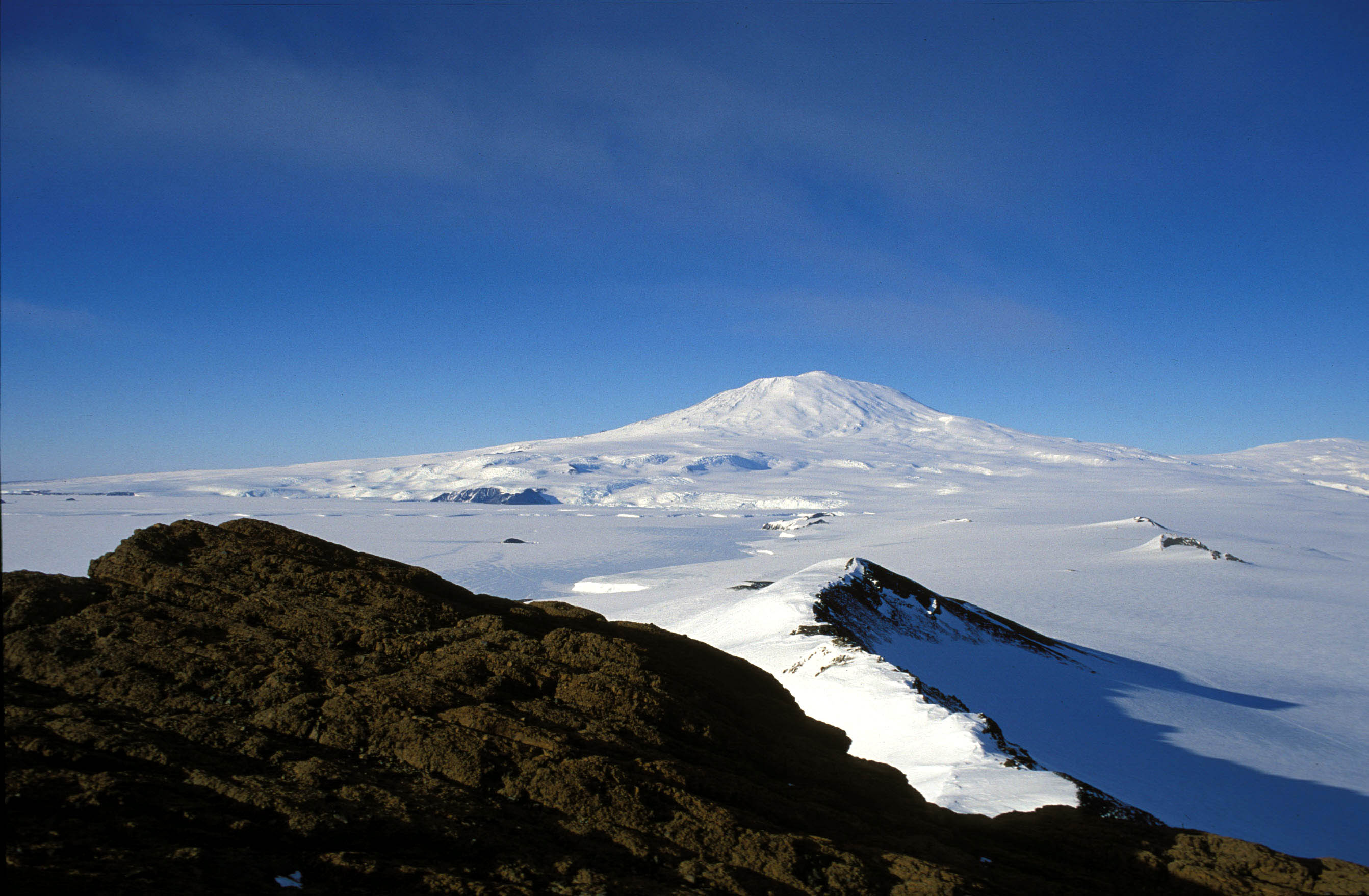
Le mont Erebus vu depuis la péninsule de Hut Point avec la baie Erebus et le glacier Erebus à gauche.

La baie Erebus est située dans l'océan Austral, dans le sud-ouest de la mer de Ross, à l'extrémité sud du détroit de McMurdo. Elle est délimitée par l'île de Ross au nord et à l'est et au sud par la barrière de Ross, plus précisément par le cap Evans au nord-ouest, la péninsule de Hut Point et la barrière de McMurdo au sud.
Dans le nord-ouest de la baie dominée par le mont Erebus situé au nord se trouve un archipel de quatre petites îles, les îles Dellbridge, et son centre est traversé par la langue terminale du glacier Erebus.